# Шлангенбад
Шлангенбад (нім. Schlangenbad) — громада в Німеччині, знаходиться в землі Гессен. Підпорядковується адміністративному округу Дармштадт. Входить до складу району Райнгау-Таунус.
Площа — 36,55 км2. Населення становить 6517 ос. (станом на 31 грудня 2020).